# HMS E30
HMS E30 – brytyjski okręt podwodny typu E. Zbudowany w latach 1914–1915 w Armstrong Whitworth, Newcastle upon Tyne. Okręt został wodowany 29 czerwca 1915 roku i rozpoczął służbę w Royal Navy 1 listopada 1915 roku pod dowództwem Lt. Cdr. G. N. Biggsa. Okręt został przydzielony do Ósmej Flotylli Łodzi Podwodnych (8th Submarine Flotilla) stacjonującej w Harwich. 
W 1916 roku należał do Dziewiątej Flotylli Okrętów Podwodnych (9th Submarine Flotilla) stacjonującej w Harwich.
22 listopada 1916 roku w czasie patrolu na Morzu Północnym w okolicach Orford Ness u wybrzeży Suffolk, E30 wpłynął w pole minowe. Okręt zatonął, nikt z załogi nie ocalał.